# スタッド・サプト
スタッド・サプト (フランス語: Stade Saputo)は、カナダケベック州モントリオールにあるサッカー競技施設である。 

## 概要
2008年5月21日に開業して以来、モントリオール・インパクト→CFモントリオールの本拠地となっている。モントリオール・インパクトはモントリオールオリンピックのメインスタジアムであったオリンピック・スタジアムを使用していたが、スタッド・サプトの完成後に本拠地を移した。また収容人数の20,341という数字は、トロントにあるBMOフィールドに次いでカナダのサッカー専用スタジアムとしては2番目に大きい規模である。
CFモントリオールを所有するサプト家が経営する乳業会社サプト社が当施設を所有している。

## 建設工事
建設費用は1700万カナダ・ドル (約16億9500万円 )で、そのうち半分の850万ドルはサプト家によって賄われ、残りは個人から寄付金によって賄われた。スタッド・サプト内には、モントリオール・インパクト改めCFモントリオールの球団事務所だけでなく、特別室や選手のための福利厚生施設も備わっている。施設の総面積は約1,600,000平方フィート (150,000 m2)である。
モントリオール・インパクト→CFモントリオールの本拠地として誕生したが、試合のない日には地元・モントリオールの他クラブにも施設を開放している。ピッチに天然芝を敷き詰めていることから、あるサッカーカナダ代表のメンバーは人工芝に覆われているBMOフィールドよりも優れていると語った。
モントリオール・インパクトがMLS19番目のフランチャイズとして認められ、2012年シーズンからのMLS参入のための計画として、収容人数を13,404人から20,000人に拡張された。

## 利用実績
開業翌日の2008年5月19日、モントリオール・インパクトがバンクーバー・ホワイトキャップス迎えてのホームゲームがこけら落としとなった、結果は0-0のスコアレスドローに終わった。インパクト所属選手による第1号ゴールは、2008年6月13日に行われたチャールストン・バッテリー戦で、ロッコ・プランセンティーノによって決められ、これが決勝点となりインパクトが勝利した。2012年の拡張工事後に行われた最初の試合は、2012年6月16日のシアトル・サウンダーズ戦で4-1でインパクトが勝利した。

初の国際試合は、2008年6月20日に2010 FIFAワールドカップ・北中米カリブ海予選2次予選第2戦・カナダ対セントビンセント・グレナディーン代表戦が行われ、地元カナダが4-1で勝利した。

## ギャラリー

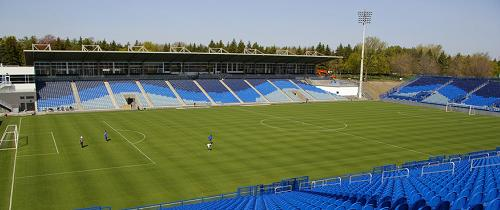
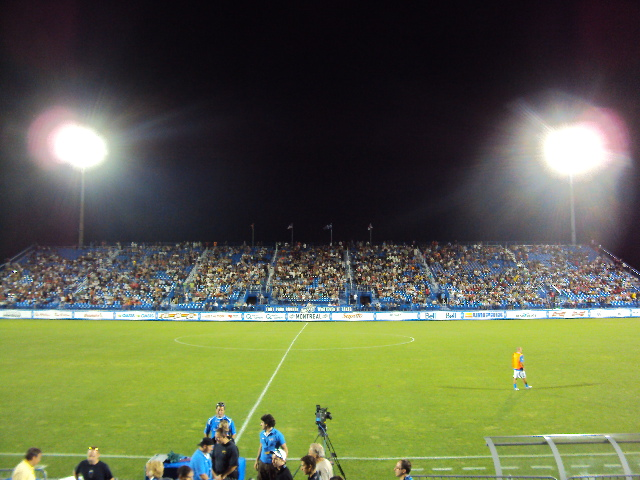
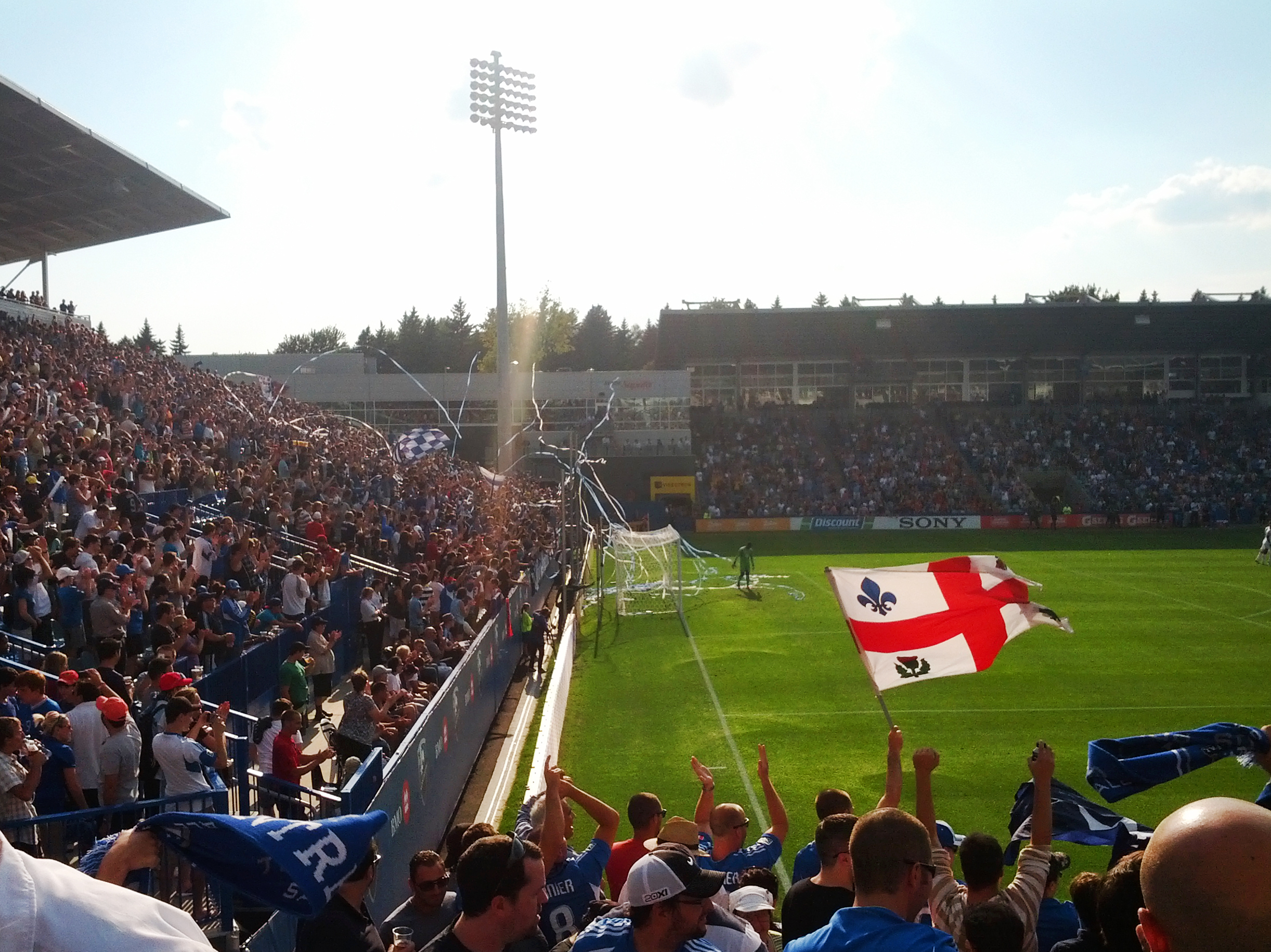